# Stratton Strawless
Stratton Strawless est une paroisse civile et un village du Norfolk, en Angleterre.